# Sacræ Theologiæ doctor
Sacræ Theologiæ doctor o doctor en Teología Sagrada (STD, Sacrae Theologiae Doctor) es el máximo grado académico dentro del sistema de Universidades Pontificias de la Iglesia católica. El título de doctor en Teología Sagrada es comparable con el grado de doctor de Teología católica (Theologiæ doctor, Th. D.) o el Philosophiæ doctor en Teología católica, en cuanto al nivel de estudios académicos.

## Generalidades
El título se basa en el trabajo del Bachelor of Sacred Theology (STB) y el Licentiate of Sacred Theology (STL). Normalmente, el STB se obtiene en tres años, siempre que el candidato tenga al menos dos años de estudios universitarios de Filosofía antes de ingresar a un programa STB (si no, el STB conllevará un programa de estudio de cinco años; Sapientia Christiana supone que esta es la situación normal). El STL normalmente se obtiene en dos años adicionales, y el STD se obtiene después de la redacción, defensa y publicación de la tesis doctoral (un período adicional de 2 a 3 años). En las instituciones que ofrecen doctorados, tanto civiles como eclesiásticos, los requisitos de la ETS generalmente se conformarán, aunque no siempre, para que aquellos que superen el grado puedan recibir un ThD o PhD en el proceso de cumplir con los requisitos de la STD.
En la constitución apostólica de Juan Pablo II, Sapientia Christiana, se puede encontrar un bosquejo del ciclo y los requisitos para obtener títulos eclesiásticos.
El STD, o el Doctor en Derecho Canónico (DCL o JCD), es la calificación preferida para enseñar teología o derecho canónico en una facultad de la universidad católica o para ocupar ciertos puestos de la administración eclesiástica. Además, el STD generalmente se requiere para un puesto permanente en la facultad de teología de una universidad eclesiástica o pontificia. Sin embargo, este requisito se puede renunciar si un maestro tiene un STL. Sapientia Christiana de Juan Pablo II señala que en el caso de que un doctorado no sea canónico, "generalmente se requerirá que el maestro tenga al menos una licenciatura canónica". (SC, artículo 17).
En los Estados Unidos, aunque puede tener requisitos de ingreso más estrictos que un doctorado en teología, es un título de investigación que la Fundación Nacional de Ciencias de Estados Unidos considera equivalente a un Doctor en Filosofía.